# Junta Tècnica de l'Estat

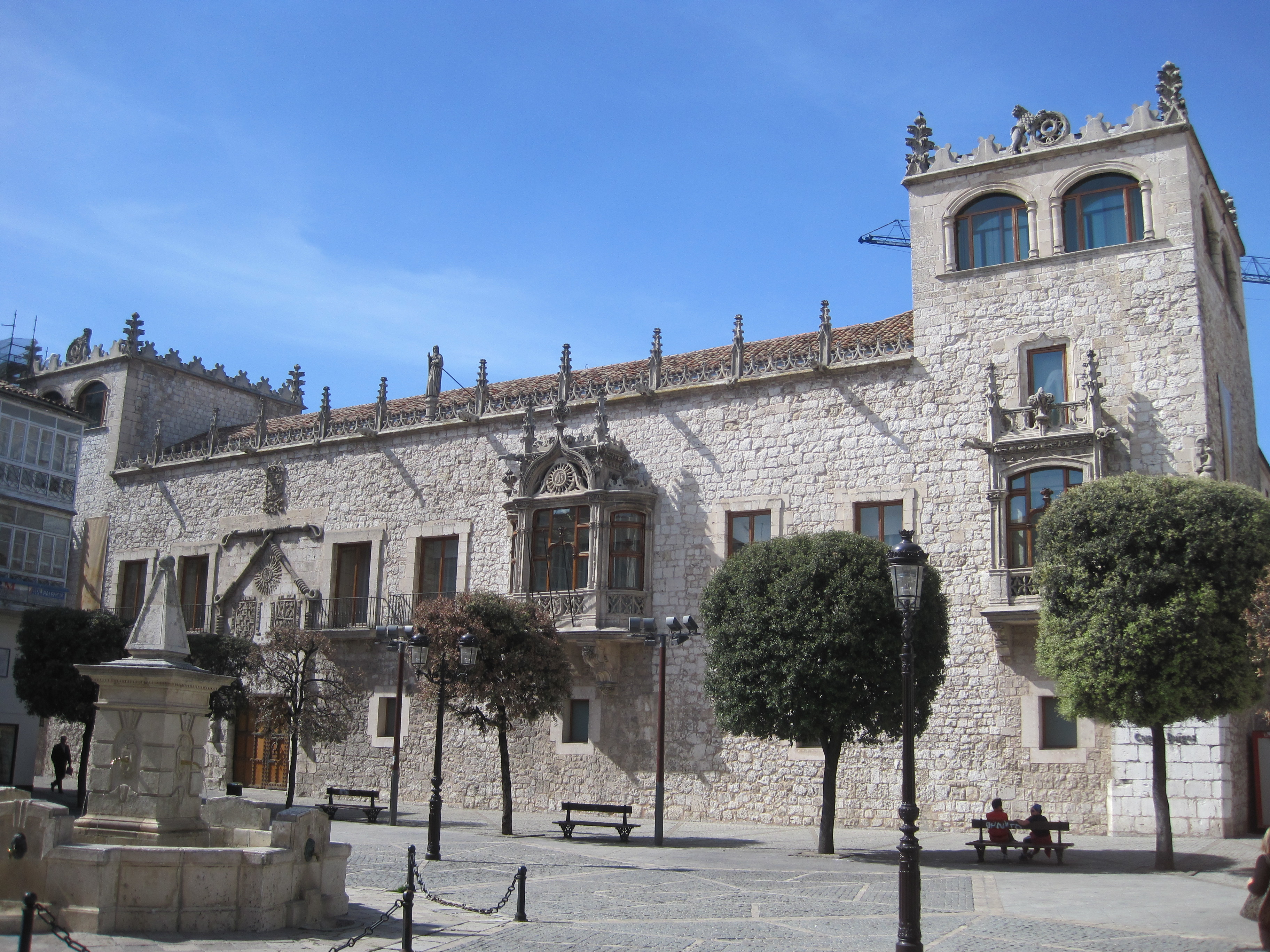
Casa del Cordón, a Burgos, seu de la Junta

La Junta Tècnica de l'Estat va ser l'organisme encarregat del Govern de la zona revoltada des del 3 d'octubre de 1936 fins al 31 de gener de 1938.

## Història
El Decret núm. 138 de la Junta de Defensa Nacional de 29 de setembre de 1936 nomenava Cap del Govern de l'Estat Espanyol el general Franco, qui va assumir tots els poders del nou Estat, incloent-hi la condició de Generalíssim de les forces de Terra, Mar i Aire i el comandament suprem de totes les operacions. La Junta de Defensa Nacional quedava extingida amb la transmissió de poders a Franco.
En ús dels poders rebuts Franco va promulgar la Llei d'1 d'octubre de 1936, amb l'article del qual 1r es creava la Junta Tècnica de l'Estat, com a òrgan assessor del comandament únic i de la Prefectura de l'Estat Major de l'Exèrcit, les resolucions del qual necessitaven el confirmo del general Franco com a Cap de l'Estat. La Junta Tècnica va quedar presidida pel general Fidel Dávila fins al 3 de juny de 1937, data en la qual va ser rellevat per Francisco Gómez-Jordana Sousa.
La Junta Tècnica de l'Estat estava organitzada en set seccions especialitzades per matèries (denominades Comissions). Al mateix temps la Llei d'1 d'octubre de 1936 va crear el càrrec de Governador General, encarregat de la inspecció de les províncies ocupades i tot el que es referís a l'organització de la vida ciutadana, proveïments, treball i beneficència, la Secretaria General de Relacions Exteriors i la Secretaria General del Cap de l'Estat.
Aquesta nova Junta Tècnica de l'Estat es va caracteritzar per tenir un caràcter més civil que la seva antecessora, i per donar representació a les forces polítiques que donaven suport al franquisme. La seva seu es va establir al Palau del Cordón de Burgos. Va ser substituïda el 1938 pel Primer Govern Nacional.

## Composició
Les Comissions de la Junta Tècnica de l'Estat i les persones que les van presidir van ser les següents:
| Càrrec                                     | Nom                                                  | Inici                | Fi                    |
| ------------------------------------------ | ---------------------------------------------------- | -------------------- | --------------------- |
| President                                  | Fidel Dávila Arrondo* Francisco Gómez-Jordana Sousa  | 3-10-1936 3-06-1937  | 3-06-1937 31-01-1938  |
| Secretaria de Guerra                       | Germán Gil y Yuste                                   | 4-10-1936            | 31-01-1938            |
| Comissió de Justícia                       | José Cortés López                                    | 3-10-1936            | 31-01-1938            |
| Comissió de Hisenda                        | Andrés Amado y Reygondaud de Villebardet             | 5-10-1936            | 31-01-1938            |
| Comissió d'Indústria, Comerç i Abastiments | Joaquim Bau i Nolla                                  | 5-10-1936            | 31-01-1938            |
| Comissió d'Agricultura i Treball Agrícola  | Eufemio Olmedo Ortega                                | 5-10-1936            | 31-01-1938            |
| Comissió de Treball                        | Alejandro Gallo Artacho                              | 4-10-1936            | 31-01-1938            |
| Comissió de Cultura i Ensenyament          | José María Pemán y Pemartín                          | 5-10-1936            | 31-01-1938            |
| Comissió d'Obres Públiques i Comunicacions | Mauro Serret Mirete                                  | 5-10-1936            | 31-01-1938            |
| Governador General                         | Francisco Fermoso Blanco* Luis Valdés Cavanilles     | 4-10-1936 4-11-1936  | 4-11-1936 31-01-1938  |
| Secretaria de Relacions Exteriors          | Francisco Serrat y Bonastre* Miguel Ángel de Muguiro | 4-10-1936 22-04-1937 | 22-04-1937 31-01-1938 |
| Secretaria General del Cap d'Estat         | Nicolás Franco Bahamonde                             | 3-10-1936            | 31-01-1938            |

(*): Substituït pel següent